# Héroes de Cavite
El monumento a los Héroes de Cavite y Santiago de Cuba, comúnmente abreviado como Héroes de Cavite, es un grupo escultórico conmemorativo a los españoles fallecidos en la Guerra hispano-estadounidense, situado en el puerto de la ciudad española de Cartagena (Región de Murcia) y realizado en 1923 por el escultor Julio González Pola. Desde 2022 está catalogado como Bien de Interés Cultural (BIC).

## Historia
La idea de la estatua nace para rendir homenaje a los caídos en la Guerra hispano-estadounidense de 1898, ese conflicto tan desastroso para España, y particularmente a quienes combatieron en las batallas navales de Cavite y Santiago de Cuba. En este sentido se reunió en 1919 el capitán Francisco Ruiz Anaya con el Ministerio de Marina, resultando la aprobación del proyecto. Se formó entonces una comisión presidida por el jurista Rafael Altamira, que realizó una suscripción popular en la que participaron todas las clases sociales, ciudades de otros continentes e incluso el rey Alfonso XIII.
El elegido para dar forma al monumento fue el escultor asturiano Julio González-Pola y García, y la ciudad escogida fue Cartagena, si bien se pensó también en Cádiz. Finalmente el conjunto fue inaugurado el 9 de noviembre de 1923 con gran boato y en presencia de grandes personalidades como el alcalde Alfonso Torres López, el dictador Miguel Primo de Rivera, el embajador estadounidense Alexander P. Moore y el rey Alfonso XIII junto a su esposa Victoria Eugenia de Battenberg. En la ceremonia también se procedió a condecorar a algunos de los supervivientes, entre los que se encontraba Gabriel Montesinos y Donday.
Con el paso del tiempo sufrió numerosas remodelaciones. Durante la llevada a cabo por Manuel Ardil Robles en 1982 se sustituyeron las figuras originales en piedra por otras realizadas en bronce. Las piezas originales descansan en la actualidad en el Arsenal y el Hospital Naval.
En marzo de 2022, la Consejo de Gobierno de la Región de Murcia resolvió de forma afirmativa el procedimiento de declaración del conjunto escultórico como BIC.

## Descripción

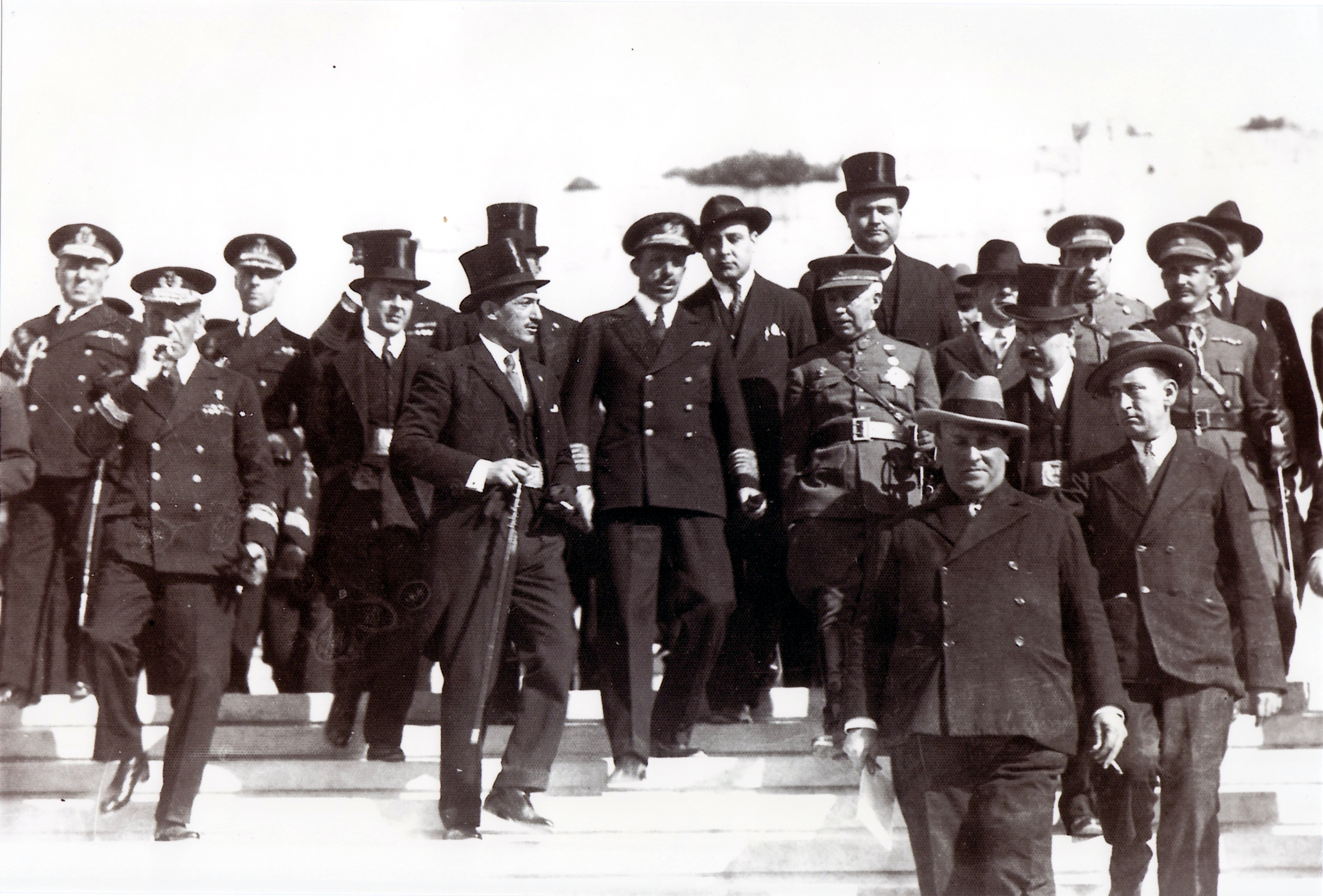
Alfonso XIII, Primo de Rivera y Alfonso Torres en la inauguración del monumento.

El monumento posee unas dimensiones de 15 metros de altura sobre una base de 8 m², y su composición de materiales varía entre piedra marmórea, mármol negro y bronce.
El obelisco presenta en dos frentes contrapuestos la personificación de la Gloria como una mujer presentando unas coronas florales a los mártires y el escudo de España, bajo el que figura la inscripción: «A los heroicos marinos de Cavite y Santiago de Cuba, 1898. Honor a las escuadras de Cervera y Montojo». También en mármol encontramos los nombres de los oficiales que fallecieron durante aquellas batallas.
En la base del monumento encontramos el conjunto escultórico propiamente dicho, dividido en dos partes: en una, un marinero permanece en pie con un fusil con la cabeza erguida en actitud desafiante y en defensa de sus compañeros muertos, un oficial sobre el cañón, manteniendo su mano sobre la bandera del barco; otro marinero que cae en el momento de preparación de la carga y por último de otro marino que yace sobre lo que representa la cubierta de la nave. Las figuras del otro grupo parecen atentas a la Patria, representada como una mujer que guía a los soldados extendiendo su brazo izquierdo y dejando su mano derecha sobre el marino, significando esto la disciplina y obediencia, a la vez que en el oficial a su lado se ha querido ver la conciencia del deber.